# لشك
اللشك (الاسم العلمي:Echeneis) هي جنس من الأسماك يتبع فصيلة اللشكية من الرتبة الفرخيات إذ أنه يلتصق بوساطة قرص محجمي قوي على القرش لذلك يقوم القرش بنقلة إلى موقع اخر لقابليته على الحركة بسرعة وفي ذات الوقت يقوم بالتهام بقايا الطعام المطروحة بين فكي القرش بعلاقة المعايشة commensalism.

## أنواع
- لشك ماص للقرش (الاسم العلمي:Echeneis naucrates)
- لشك أبيض ماص للقرش (الاسم العلمي:Echeneis neucratoides)